# Großer Lindleinsee
Der Große Lindleinsee ist ein See bei Rothenburg ob der Tauber im mittelfränkischen Landkreis Ansbach in Bayern.

## Beschreibung
Der See liegt auf 394 m ü. NHN etwa 3,5 km nordöstlich der Stadtmitte von Rothenburg in der noch recht flachen Talmulde des westwärts fließenden und ihn entwässernden Saubachs. Dieser entsteht im See, dem von zuletzt Osten her der Schweinsbach und von zuletzt Südosten der Bauerngraben zufließen. Diese beiden einzigen Seezuflüsse entstehen am Fuß der Stufenkante der Frankenhöhe, deren dortiger Abschnitt Rothenburger Hardt genannt wird, während der See davor im Nordöstliche Rothenburger Landwehr genannten Teil des Unter-Naturraums Östliche Hohenloher Ebene der Hohenloher und Haller Ebene liegt.
Der See liegt in den geologisch viel jüngeren quartären Talfüllungen, die in den am Hang anstehenden Lettenkeuper (Erfurt-Formation)  eingelagert sind.
Der Große Lindleinsee hat eine Fläche von etwa 13,0 ha, ist etwas über 800 Meter lang und weniger als 250 Meter breit, sein Einzugsgebiet umfasst etwa 10,1 km². Er ist vor allem im Einlaufbereich seiner beiden Zuflüsse und am oberen südlichen Ufer von einer breiten Riedzone umgeben, abschnittsweise säumen deren Übergang in die Felder am Unterhang Feldhecken. Der unterhalb des Damms im Westen abfließende Saubach durchfließt schon nach gut hundert Meter den weniger großen Kleinen Lindleinsee, der hinter dem Straßendamm der St 2416 Rothenburg–Steinsfeld angestaut ist.
Beide Lindleinseen, eine schmale Randzone und etwas weiter ausgreifende Gebiete um die beiden Einlaufbereiches des Großen Lindleinsee stehen als Vogelfreistätte Großer und Kleiner Lindleinsee unter Naturschutz.
Die nächsten Orte sind die Einöde Chausseehaus von Steinsfeld am Damm des Kleinen Lindleinsee, das Kirchdorf Schweinsdorf der Gemeinde Neusitz im Osten und die Stadt Rothenburg ob der Tauber, deren Ortsrand mit 1,6 km am weitesten entfernt ist. Der See liegt zur Gänze gerade noch im Rothenburger Stadtgebiet.
Der See ist unter dem Namen Großer Lindelsee schon auf einer topographischen Karte aus dem 19. Jahrhundert eingetragen.

### BayernAtlas („BA“)
Amtliche Online-Gewässerkarte mit passendem Ausschnitt und den hier benutzten Layern: Großer und Kleiner Lindleinsee und Umgebung

Allgemeiner Einstieg ohne Voreinstellungen und Layer: BayernAtlas der Bayerischen Staatsregierung (Hinweise)
1. ↑  Höhe nach blauer Beschriftung auf dem Hintergrundlayer Amtliche Karte.
2. ↑  Seefläche abgemessen auf dem Hintergrundlayer Amtliche Karte.
3. 1 2  Dimensionen abgemessen auf dem Hintergrundlayer Amtliche Karte.
4. ↑  Einzugsgebiet abgemessen auf dem Hintergrundlayer Amtliche Karte.
5. ↑  Geologie nach dem Layer Geologischen Karte 1:500.000.
6. ↑  Alter Name nach dem Hintergrundlayer Historische Karte.

### Sonstige
1. ↑  Einzugsgebiet nach: Verzeichnis der Bach- und Flussgebiete in Bayern – Flussgebiet Main, Seite 126 des Bayerischen Landesamtes für Umwelt, Stand 2016 (PDF; 3,3 MB) (Seitenzahl kann sich ändern.)
2. ↑  Wolf-Dieter Sick: Geographische Landesaufnahme: Die naturräumlichen Einheiten auf Blatt 162 Rothenburg o. d. Tauber. Bundesanstalt für Landeskunde, Bad Godesberg 1962. → Online-Karte (PDF; 4,7 MB)